# Nefertkau II
Nefertkau II (Nfr.t k3.w, "Amb un Ka bell") o Nefertkau B va ser una dama egípcia de la IV Dinastia. Era l'esposa del príncep Khufukhaf I, fill del faraó Khufu.

## Matrimoni i descendència
Nefertkau i Khufukhaf van tenir diversos fills, inclosos dos fills anomenats Wetka i Iuenka, a més d'una filla de la que no en tenim el nom. Tots dos fills, Wetka i Iuenka, apareixen a la tomba de Khufukhaf i Nefertkau oferint papir. Tots dos reben el títol de Fill del Rei. Una filla sense nom apareix representada darrere dels seus pares asseguts al vestíbul interior de la mastaba. És possible que un oficial anomenat Khufukhaf II sigui un tercer fill de Khufukhaf I i Nefertkau.

## Tomba
Nefertkau va ser enterrada a la tomba G 7130 del camp oriental de la necròpolis de Guiza. La tomba formava part de la doble mastaba construïda per a Nefertkau i el seu marit Khufukhaf I. Segons Reisner, la construcció de la tomba hauria començat l'any 17-24 del regnat de Khufu.
Nefertkau hi apareix representada a la sala i a la sala interior de la mastaba. Resten fragments d’inscripcions que mostren Khufukhaf I diverses vegades a la seva capella. El seu fill Wetka hi apareix representat almenys una vegada.
Nefertkau va ser enterrada a la fossa G 7130 B. La fossa contenia fragments d'un sarcòfag de granit vermell. La cambra funerària s’havia reutilitzat durant el període ptolemaic. Quan es va excavar, s'hi va trobar un pou que conduïa al temple proper d’Isis i es van trobar uixebtis intrusius al terra.